# Nefoenus pilosus
Nefoenus pilosus är en stekelart som beskrevs av Boucek 1988. Nefoenus pilosus ingår i släktet Nefoenus och familjen puppglanssteklar. Inga underarter finns listade i Catalogue of Life.